# Ordine di Cristoforo Colombo
L'Ordine di Cristoforo Colombo è un ordine cavalleresco dominicano.

## Storia
L'Ordine è stato fondato il 21 luglio 1937 dal presidente Rafael Leónidas Trujillo.

## Classi
L'Ordine dispone delle seguenti classi di benemerenza:
- collare: presidente della Repubblica
- gran croce con stella d'oro: capi di stato stranieri, ex presidenti e vice presidenti
- gran croce con stella d'argento: membri della corte suprema, ministri di stato, ambasciatori e arcivescovi metropoliti
- grand'ufficiale: alti funzionari di governo e chiesa
- commendatore: governatori di provincia, direttori di accademie, rettori di università e autori
- ufficiale: presidi di scuola, colonnelli e civili di grado equiparabile
- cavaliere

## Insegne
- Il  nastro è completamente rosso.